# 国際ゲームフィッシュ協会
国際ゲームフィッシュ協会（こくさいゲームフィッシュきょうかい、 英語: International Game Fish Association、略称:IGFA）は、世界共通の釣りのルールを提唱し、その普及および釣魚の記録管理を行う国際的な釣りの団体。

## 概要
国際ゲームフィッシュ協会（IGFA）は、釣りに関する第一人者であり、魚のカテゴリー別に最新の世界記録釣果を管理している。スポーツフィッシングをする釣り人は、毎年発行される「World Record Game Fishes」に掲載される栄誉を得るために、フェアプレーと釣り糸に関する厳格なルールに従うよう注意を払っている。この出版物には、釣りのヒントや魚の同定ガイドも掲載されている。IGFAはまた、水生生息地の保全の熱心な推進者でもあり、世界中の生物学者と協力している。
IGFAはスポーツフィッシングの世界的な統括団体とみなされている。
日本国内の窓口として「ジャパンゲームフィッシュ協会（J.G.F.A.）」が存在する。

## 理念
国際ゲームフィッシュ協会（以下IGFA）の目的は、釣魚、関連する食用魚、およびそれらの生息地は、経済的、社会的、娯楽的、美的資産であり、維持使用、永続化されなければならないという信念に基づいている。また、釣りというスポーツは重要なレクリエーション、経済、社会活動であり、健全なスポーツと自然保護の実践と一致する方法で追求するよう啓蒙する事にある。

## 歴史
1939年以前は、海釣り師を追求するためのスポーツ倫理の普遍的な規範は存在しなかった。釣りに関するいくつかの規則は、定評のある特定の釣りクラブで実施されていたが、各クラブの指示に従って異なっていた。海釣りの世界的な協会のアイデアは、英国、オーストラリア、および米国でしばらくの間検討されていた。この方向への最初の一歩は、1930年代後半に英国のタニークラブのメンバーによって英国に本部を設立し、倫理的な釣りのルールを策定した。しかし、戦争の脅威が彼らの計画を中断させた。
同時に、マイケル・ラーナーは、ニューヨークのアメリカ自然史博物館と協力して、オーストラリアとニュージーランドの水域への釣り遠征を組織していた。彼はイギリスのタニークラブの計画を聞き、オーストラリアに到着したとき、オーストラリアで最も優れた釣り人の一人であるクライヴ・ファースを探して、そのアイデアについて話し合った。ファースは、カリフォルニア、フロリダ、ロングアイランドなどの釣り師の偉業をよく知っていた。彼は、イングランドとその植民地がアメリカの判断をスポーツ的で公平なものとして受け入れるだろうと感じ、アメリカ人がこれらの倫理的な釣りの規則を考案し管理するべきだと感じた。
アメリカ自然史博物館の魚類学および比較解剖学部門の責任者であるウィリアム・キング・グレゴリーも、オーストラリア〜ニュージーランド遠征のメンバーだった。彼は、米国に本部を置く世界的なスポーツフィッシング協会のアイデアに特に熱心であり、そのような組織を博物館と提携することが可能かもしれないとすぐに提案した. そのような協会とそれが科学者に提供できる情報への彼の関心は、科学者や科学機関とのIGFAの永続的なつながりの始まりであった。
オーストラリアとニュージーランドの遠征隊のメンバーが米国に戻ったとき、著名な釣り人、釣りクラブ、釣具メーカーに宛てて、海洋釣りクラブの国際協会の設立に関する意見を求める手紙が書かれた。その反応は非常に好意的で、1939年6月7日、アメリカ自然史博物館で開催された会議で国際ゲームフィッシュ協会が正式に発足した。ウィリアム・キング・グレゴリー（協会の初代会長になった）、マイケル・ラーナー、釣り人で作家のヴァン・カンペン・ハイルナー、博物館の魚の副キュレーターであり、いくつかのラーナー遠征の科学リーダーであるフランチェスカ・ラモンテが出席した。
そして世界中の科学機関や釣りクラブに、IGFAとその活動と意図について通知された。最初の会議からわずか数か月後の1940年1月までに、関連する2つの科学機関、10の会員クラブ、12の海外代表者が参加。1948年までに、その数は 10の科学機関、80の会員クラブ、世界の41の地域にある IGFAの代表者は増えた。オーストラリアのクライヴ・ファースがIGFA初の海外代表に選出され、その他はナイジェリア、ニュージーランド、バミューダ、バハマ、チリ、コスタリカ、パナマ、キューバ、ハワイ、メキシコ、プエルトリコで選ばれた。最初の関連クラブには、カタリナ・ツナ・クラブ、マイアミ・ビーチ・ロッド＆リール・クラブ、ケープ・ブレトン・ビッグゲーム・アングラーズ・アソシエーション、ロングアイランド・ツナ・クラブ、アトランティックシティ・ツナ・クラブ、フリーポート・ツナ・クラブ、ビーチヘブン・ツナ・クラブなどがあった。
IGFAのニュースが広まるにつれ、著名なスポーツマンや科学者がIGFAの運営に参加するようになった。初期の役員には、アーネスト・ヘミングウェイ、フィリップ・ワイリー、B・デビッド・クラウンシールド、科学活動委員会の委員長を務めたチャールズ・M・ブレダー・ジュニアらがいた。
マイケル・ラーナーは国際ゲームフィッシュ協会の設立当初からその運営に資金を提供し、1944年にグレゴリー博士が博物館職員を引退すると、ラーナーはIGFAの会長職も引き継いだ。それ以来、ウィリアム・K・カーペンター、エルウッド・K・ハリー、マイケル・リーチ、ロブ・クレイマーがIGFA会長を務めてきた。1950年代後半にIGFAはニューヨークからフロリダに移り、最初はマイアミ、1967年にはフォートローダーデール、1992年にはポンパノビーチ、1999年にはダニアビーチに移転した。
しかし、1939年以降、IGFAに影響を与えた最も重要な2つの出来事は、1970年代に起こった。その10年代の初め、当時のIGFA副会長であったE・K・ハリーは、組織の継続的な資金を確保し、国際的な釣り人の結束を図り、漁業資源を脅かす問題をより多くの人々に知らせるために、個人会員への開放を提案した。そして1978年、『フィールド＆ストリーム』誌はその記録管理責任を正式にIGFAに引き継いだ。こうして、海水および淡水のすべての世界記録を管理し、世界中の釣り人に漁業と自然保護問題に対する認識を広める責任を負う、今日の会員制組織IGFAが形成されたのである。

## 組織
IGFAは非営利の非課税組織であり、会員によってサポートされ、執行委員会と評議員会によって管理されている。選出された300人以上のスポーツフィッシャーマンと女性からなる国際委員会は、世界中の漁場でIGFAを代表している。国際委員会のメンバーは、遊魚者、釣りクラブ、地方自治体、地域の漁業機関、および IGFA本部との間の連絡役を務めている。

日本国内の窓口として「ジャパンゲームフィッシュ協会（J.G.F.A.）」が存在する。

## 目的

### 世界記録保持
世界中の海釣り、川釣り、フライフィッシングの釣魚記録、米国の州の釣魚記録、およびジュニアアングラー記録の世界記録を維持および発行し、各記録保持者に表彰状を授与している。1939年以来、世界の海水釣魚記録の公式管理者として認められているIGFA は、1978年に英国のField & Stream誌が68年間の記録を協会に譲渡したときに、淡水釣魚記録管理の分野に参入した。

### 国際釣り規則
世界中で採用されている釣り道具と釣りの規則は、IGFAによって策定、更新、発行され、スポーツフィッシングの実践を促進し、釣魚の世界記録に関する統一ルールを確立し、トーナメントやその他の釣り大会等で使用するためのガイドラインを提供している。

釣り道具における「IGFA Class」と言う表示は、IGFAにより策定されたルールに適合した物であると言う意味で、例えば釣り糸で「IGFA Class 12lb」と言う表示の場合、「12lbの力が加わった場合に必ず切れる」必要がある。
基本ルール
- 竿とリールを使った釣りでないと記録魚として申請出来ない、竿と糸のみの延べ竿を使った釣りや、道糸のみの手釣りの釣果は記録対象外。
- 人力以外の動力を魚とのやりとりに使用してはならない。
- 複数人の手で1匹の魚とやり取りしてはならない。
- 一組の仕掛けで釣り針は2本まで。
- 3本鉤はルアーのみで使用可能、一つのルアーに三本まで。
- 海釣りでラインクラス20lb以下の場合、道糸の先端のダブルラインとリーダーは各4.57m以内、ダブルラインとリーダーを合わせて6.14m以内。
- 淡水の釣りではダブルライン及びリーダーが各1.82m以内、合わせて3.04m以内。

### 漁業調査
科学標識やその他のデータ収集プログラムを継続的にサポートしており、漁業生物学者と緊密に協力して、タグ＆リリース等情報を交換し、研究と保全活動の特定のニーズと結果を伝えている。

### 漁業法
世界中の行政機関や立法機関のコンサルタントとして、釣り人が釣果に於いて持ち帰る事の出来る個体数の管理や、遊魚の将来に影響を与えるその他の問題に関する決定において公正に代表されるようにしている。